# Carl Gustaf Hellqvist

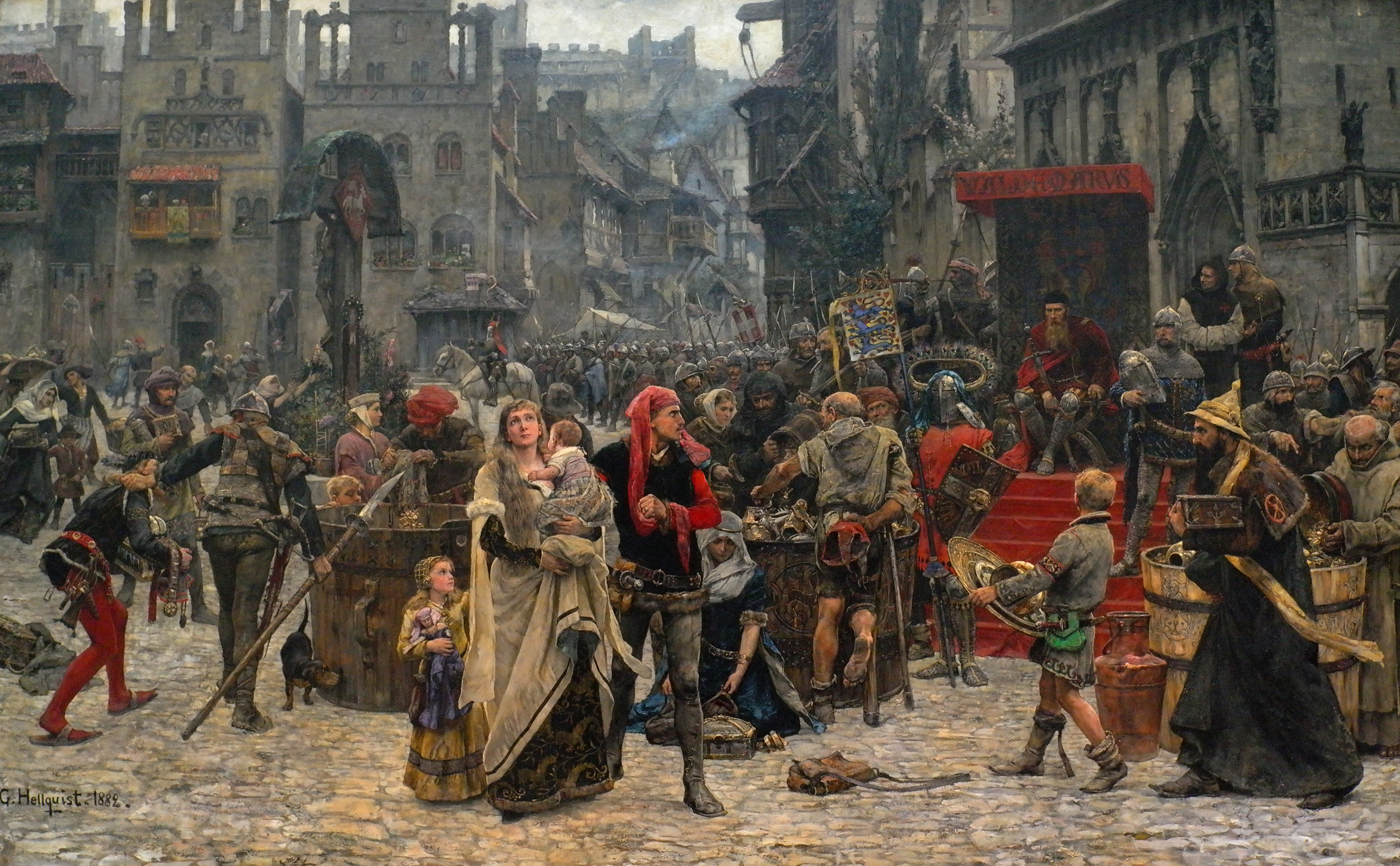
Valdemar Atterdag király megsarcolja Visby városát

Carl Gustaf Hellqvist (magyarosan Hellquist Károly Gusztáv) (Kungsör, 1851.december 15. – München, 1890. november 19.) főleg Németországban alkotó  svéd festő.

## Életpályája
Először a stockholmi akadémián, majd 1878-tól Münchenben tanult. 1882-ben Párizsba költözött. Rosen, Piloty, Lauréus, Munkácsy, majd élete vége felé Pradilla hatása alatt állt. Történelmi képeiben a naturalista irány híve, tárgyait a reformáció és a svéd nemzet történetének köréből vette. 1886-ban a berlini művészeti akadémia tanára lett, de 1888-ban lemondott állásáról. Élete vége felé elméje elborult.

## Főbb művei

### Történelmi képek
- Sonnanväder püspök és Knut prépost szégyenletes bevonulása Stockholm városába 1526-ban
- Sten Sture kormányzó a bogensundi csata után meghal a Mäler-tó jegén 1520-ban
- Luther megérkezése Wartburgba
- Hitvita Galle kanonok és Olaus Petri között Upsalában 1524-ben
- Gusztáv Adolf király holttestének megérkezése a wolgasti kikötőbe
- Valdemar Atterdag  király megsarcolja Visby városát (1882)
- Husz János menete a máglyára

### Humoros zsánerképek
- Bismarck vagy Moltke?